# Волович, Андрей (епископ)
Андрей Волович (пол. Andrzej Wołłowicz; 1 декабря 1750 — 9 марта 1822, Калиш, Калишское воеводство) — польский католический епископ. 

## Биография
Шляхтич герба Богория.
В разные годы занимал следующие церковные должности: настоятель польской церкви Святого Станислава (польск.) в Риме, каноник в Плоцке (1773), каноник в Варшаве (1784), настоятель монастыря (польск.) латеранских каноников в Червинске-над-Вислой (польск.), первый епископ Куявский и Калишский  (польск.; с 1818 года).
В годы существования Царства Польского придерживался пророссийской ориентации С 1819 года был сенатором Царства Польского, одним из восьми «духовных сенаторов» (сенаторов-епископов), представлявших интересы католической церкви.
Имел польские ордена Белого Орла и орден Святого Станислава, полученные до 1815 года, а также русский орден Святого Александра Невского (документ о награждении был подписан 24 августа 1815).
Поскольку Волович был рукоположен во епископы только в 1818 году, до этого он в течение долгого времени был известен и упоминался в документах, как аббат Волович.